# Xã Osage, Quận Bourbon, Kansas
Xã Osage (tiếng Anh: Osage Township) là một xã thuộc quận Bourbon, tiểu bang Kansas, Hoa Kỳ. Năm 2010, dân số của xã này là 354 người.